# Anomalia magnetica

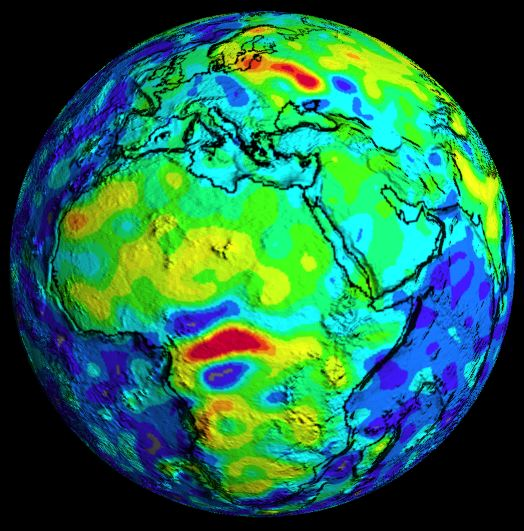
In rosso sono evidenziate l'anomalia magnetica di Bangui nella Repubblica Centrafricana e l'anomalia magnetica di Kursk nella Russia occidentale.

In geofisica, un'anomalia magnetica è una variazione locale del campo magnetico terrestre che deriva da variazioni del chimismo o del magnetismo delle rocce. La mappatura delle variazioni magnetiche in una data area permette di rilevare la presenza di strutture altrimenti oscurate dal materiale soprastante.
Le variazioni magnetiche in bande adiacenti di un fondale parallele a una dorsale oceanica, rappresentano un'importante evidenza a supporto della teoria dell'espansione del fondale oceanico, elemento importante nella tettonica delle placche. 

## Misurazioni

Misure satellitari del campo magnetico radiale sul pianeta Marte.

Le anomalie magnetiche rappresentano in generale una piccola frazione del campo geomagnetico, compreso tra 25.000 e 65.000 nanotesla (nT). Per misurare queste anomalie occorre un magnetometro dotato di una sensibilità di almeno 10 nT o meno.

## Rilevazione dei dati
La rilevazione dei dati viene compiuta attraverso l'uso di opportuni strumenti chiamati magnetometri, che possono essere posizionati in specifiche stazioni scientifiche sulla superficie terrestre, oppure aviotrasportati da aerei o elicotteri, o portati a bordo della navi da ricerca, o infine installati su satelliti spaziali, da cui riescono a coprire vaste zone della superficie terrestre e anche degli altri pianeti del sistema solare. 

## Riduzione dei dati
Una volta eseguite le misurazioni occorre apportare due importanti correzioni ai dati raccolti. La prima è la rimozione delle variazioni di breve periodo del campo derivanti da influenze esterne. Ci sono variazioni diurne che hanno un periodo 24 ore e valori fino a 30 nT, probabilmente collegate all'azione del vento solare sulla ionosfera. Inoltre le tempeste solari possono raggiungere picchi di 1000 nT e durare per parecchi giorni. Il loro contributo può essere determinato con una serie di misure ripetitive sullo stesso posto o utilizzando un altro magnetometro che effettui misure periodiche del campo in una posizione fissa.
L'anomalia è data dal contributo locale al campo magnetico, per cui occorre sottrarre il valore del campo geomagnetico. Di solito si usa come riferimento l'International Geomagnetic Reference Field, che è un modello matematico a grande scala del campo magnetico terrestre, mediato nel tempo, basato su misure da satellite, da osservatori magnetici e da altre rilevazioni.
Le correzioni legate alle anomalie gravitazionali non sono in genere significative per il campo magnetico. Per esempio il gradiente verticale del campo magnetico è di 0,03 nT/m o anche inferiore, per cui in generale non è necessaria una correzione per tener conto dell'altitudine.

## Interpretazione
| Tipo         | Suscettibilità ({\displaystyle \times 10^{-3}} SI) |
| ------------ | -------------------------------------------------- |
| Sedimentarie |                                                    |
| Calcare      | 0-3                                                |
| Arenaria     | 0-20                                               |
| Shale        | 0,01-15                                            |
| Magmatiche   |                                                    |
| Basalto      | 0,2-175                                            |
| Gabbro       | 1-90                                               |
| Granito      | 0-50                                               |
| Riolite      | 0,2-35                                             |
| Metamorfiche |                                                    |
| Gneiss       | 0,1-25                                             |
| Serpentino   | 3-17                                               |
| Ardesia      | 0-35                                               |
| Minerali     |                                                    |
| Grafite      | 0,1                                                |
| Quarzo       | -0,01                                              |
| Carbone      | 0,02                                               |
| Argilla      | 0,2                                                |
| Pirrotite    | 1-6000                                             |
| Magnetite    | 1.200-19.200                                       |

### Premesse teoriche
La magnetizzazione di una roccia è il vettore somma della magnetizzazione indotta e rimanente:
{\displaystyle \mathbf {M} =\mathbf {M} _{\text{i}}+\mathbf {M} _{\text{r}}}
In molti minerali, la magnetizzazione indotta è il prodotto del campo magnetico ambientale e della loro suscettività magnetica {\displaystyle \chi }:
{\displaystyle \mathbf {M} _{\text{i}}=\chi \mathbf {H} }
Solo i minerali che sono diamagnetici o paramagnetici hanno una magnetizzazione indotta. I minerali ferromagnetici, come la magnetite, possono avere anche una magnetizzazione rimanente. Questa rimanenza può perdurare nel minerale per milioni di anni e quindi essere orientata in una direzione completamente differente da quella dell'attuale campo magnetico terrestre. Pertanto, se è presente una rimanenza, non è facile separarla dalla magnetizzazione indotta in assenza di una misurazione del campione roccioso. Il rapporto tra le due grandezze {\displaystyle \mathbf {Q} =\mathbf {M} _{\text{i}}/\mathbf {M} _{\text{r}}} è chiamato rapporto di Koenigsberger.

### Modellizzazione dell'anomalia magnetica
L'interpretazione delle anomalie magnetiche si basa normalmente sul confronto tra i valori misurati e quelli modellati del campo magnetico anomalo. Nel 1964, Talwani e Heirtzler sono stati i primi a esaminare uno spazio non magnetico che contiene una struttura magnetica bidimensionale uniformemente magnetizzata, approssimata da un prisma poligonale, e a suggerire una tecnica numerica computerizzata per la sua modellizzazione. Questo algoritmo fu successivamente modificato per correggere alcune omissioni presenti nella prima formulazione. Il nuovo algoritmo tratta sia la magnetizzazione indotta che quella rimanente come vettori e consente di ricavare stime teoriche della magnetizzazione rimanente, in base all'apparente spostamento dei poli magnetici per i vari continenti o unità tettoniche.

## Applicazioni

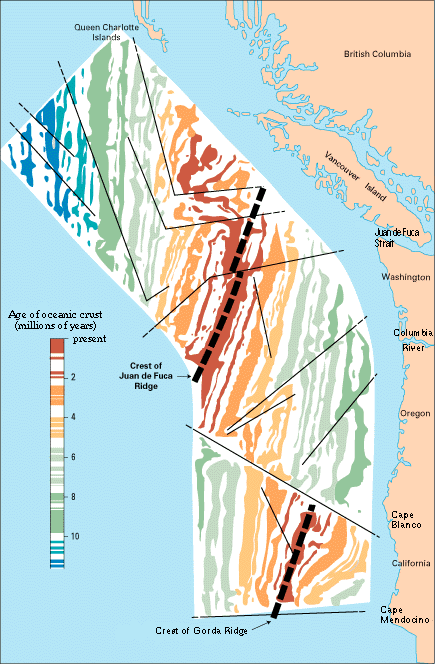
Anomalie magnetiche attorno alla dorsale di Juan de Fuca e alla dorsale di Gorda, al largo della costa dell'America del Nord. I colori indicano l'età dell'anomalia.

Le indagini magnetiche condotte nelle dorsali oceaniche, hanno rivelato alcuni schemi caratteristici nella disposizione delle anomalie positive e negative dell'intensità del campo magnetico; le anomalie sono generalmente disposte in modo da formare delle grandi strisce o fasce con una disposizione parallela all'andamento delle dorsali. Queste strisce sono spesso simmetriche rispetto all'asse della dorsale e hanno tipicamente un'ampiezza di qualche decina di chilometri; le intensità delle anomalie sono di alcune centinaia di nanotesla. 
La causa di queste anomalie è prevalentemente la magnetizzazione permanente dei minerali a base di titaniomagnetite presenti nel basalto e nel gabbro; i minerali si sono magnetizzati al momento della formazione della crosta oceanica nella dorsale. Con la risalita del magma e il suo conseguente raffreddamento, la roccia ha acquisito una magnetizzazione termorimanente orientata nella direzione del campo. I movimenti tettonici delle placche tendono poi a spostare la roccia dalla sua posizione originaria. Ogni alcune centinaia di migliaia di anni, si ha un'inversione del campo geomagnetico. Lo schema delle strisce diventa pertanto un fenomeno globale e può essere utilizzato per calcolare la velocità di espansione del fondale oceanico.